# Thalamoporella prima
Thalamoporella prima is een mosdiertjessoort uit de familie van de Thalamoporellidae. De wetenschappelijke naam van de soort is voor het eerst geldig gepubliceerd in 1920 door Ferdinand Canu en Ray Smith Bassler.